# Iulia Gavrilova
Iulia Petrovna Gavrilova (rusă Юлия Петровна Гаврилова; n. 20 iulie 1989, Novosibirsk, RSFS Rusă, URSS) este o scrimeră rusă specializată pe sabie, triplă campioană mondială pe echipe (în 2010, 2011 și 2015) și campioană europeană pe echipe în 2011. La individual, a fost laureată cu bronz la Campionatul Mondial de Scrimă din 2011.

## Carieră

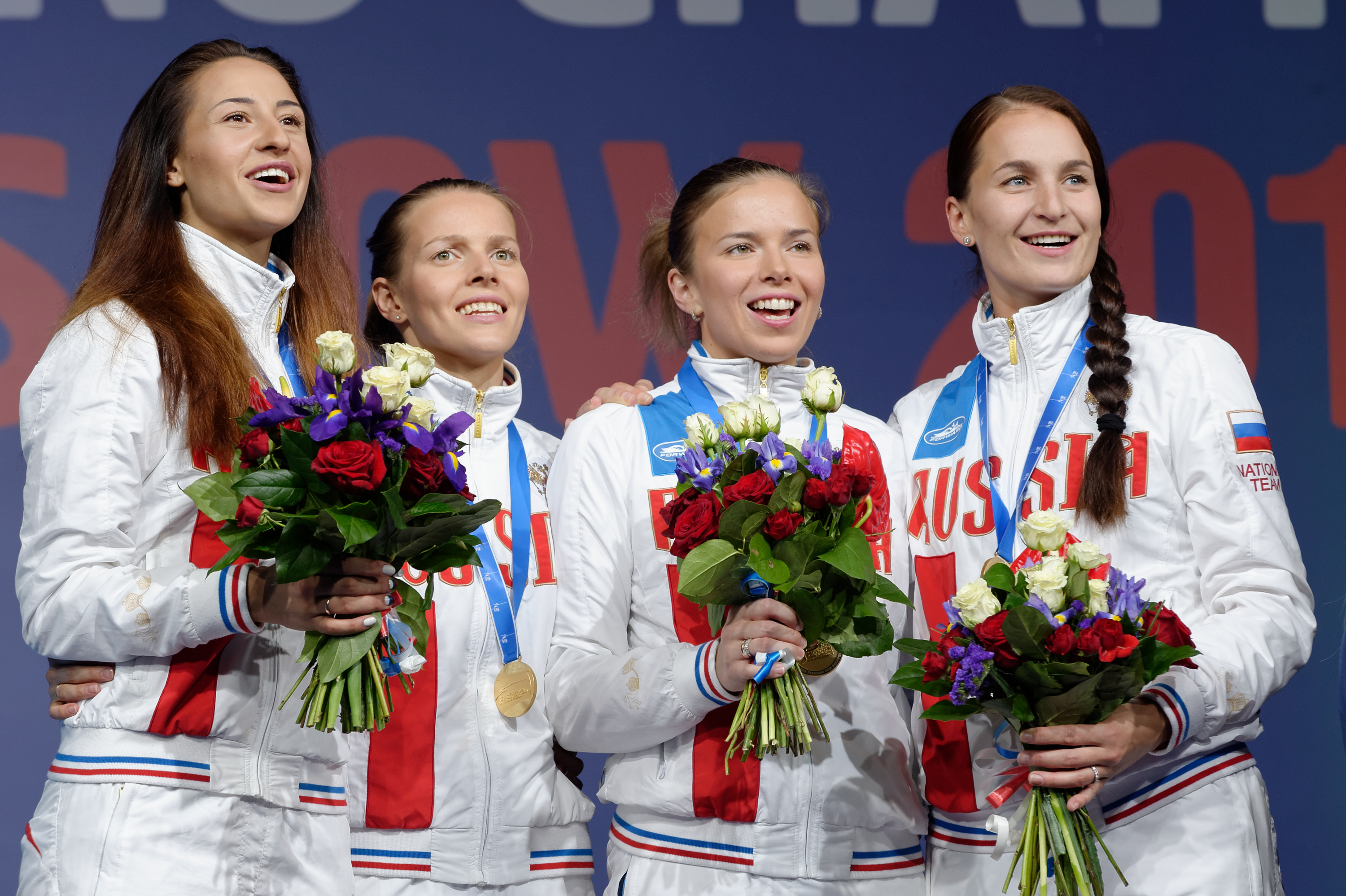
Gavrilova (a 2-a pe dreapta) la CM din 2015

S-a apucat de scrimă la vârsta de zece ani după ce antrenoara Viktoria Iujakova a făcut o prezentare la școala. S-a alăturat lotului național în anul 2006 la Campionatul Mondial pentru cadeți și juniori. 
A fost inclusă în echipa națională de seniori în anul 2009, cucerind cu aceasta medalia de argint la Campionatul European de la Plovdiv. În anul următor, a câștigat primul său titlul mondial pe echipe la Campionatul Mondial de Scrimă din 2010 după ce Rusia a învins Ucraina în finală. La cel din 2011, ea a ajuns în semifinală. A fost învinsă de americanca Mariel Zagunis și s-a mulțumit cu bronzul. La proba pe echipe, Rusia a trecut din nou de Ucraina în finală și a reușit sa-și apere titlul. A încheiat sezonul 2010-2011 pe locul 4, cel mai bun clasament din carieră.
Proba pe echipe nefiind pe programul olimpic la această ediție, s-a calificat la proba individuală la Jocurile Olimpice de vară din 2012 prin clasamentul mondial FIE. A învins-o pe kazaha Iulia Jivița în tabloul de 32, dar a pierdut în turul următor cu chinezoaica Zhu Min. În sezonul 2012-2013 a cucerit aurul pe echipe la Campionatul European de la Zagreb, urmat de argintul pe echipe la Campionatul Mondial, după ce Rusia a fost învinsă de Ucraina. A fost scoasă din echipa națională în anul următor, dar a fost inclusă din nou în sezonul 2014-2015, cucerind al treilea său titlul mondial.

## Legături externe
Materiale media legate de Iulia Gavrilova la Wikimedia Commons
- ru  Prezentare la Federația Rusă de Scrimă
- en  Prezentare Arhivat în 15 noiembrie 2012, la Wayback Machine. la Confederația Europeană de Scrimă
- en Iulia Gavrilova la Olympedia.org